# Anna Grimaldi
Anna Grimaldi es una atleta paralímpica neozelandesa que compite principalmente en los eventos de salto de longitud y sprint. Representó a Nueva Zelanda en los Juegos Paralímpicos de verano de 2016 en Río de Janeiro, ganando la medalla de oro en salto de longitud femenino T47.

## Biografía
Grimaldi nació el 12 de febrero de 1997 en Dunedin, hija de Di y Tony Grimaldi, tiene una hermana llamada Abby. Nació con el antebrazo derecho deforme y sin la mano derecha funcional. Asistió a la escuela secundaria Bayfield en Dunedin; jugó netball y baloncesto para la escuela y en su último año fue prefecta  de deportes. Estudia topografía cuantitativa en el Politécnico de Otago.

## Carrera de atletismo
Comenzó a practicar para-atletismo después de asistir a un evento de identificación de talentos paralímpicos en octubre de 2013. Inicialmente se mostró reacia a asistir, ya que no había tenido entrenamiento atlético formal. Está clasificada T47 para eventos de pista y salto de longitud, y F46 para eventos de campo. Ganó su primera medalla de competición internacional, bronce en salto de longitud femenino T47, en el Campeonato Mundial de Atletismo del IPC 2015 en Doha, Catar. Estableció un récord personal de 5.41   m, mientras que su segundo mejor registro, 5,38   m, le aseguro la medalla de bronce sobre la rusa Alexandra Moguchaya. Grimaldi también quedó quinta en la final de los 200  metros T47.
Su distancia de salto de longitud en el Campeonato Mundial de 2015 la colocó entre las cinco primeras en la cláse T47 durante el período de clasificación para los Juegos Paralímpicos, lo que le valió un lugar en el evento de 2016 celebrado en Río de Janeiro. Fue confirmada oficialmente para representar a Nueva Zelanda en los Juegos Paralímpicos el 23 de mayo de 2016. En Río de Janeiro, ganó la medalla de oro en salto de longitud femenino T47 con una distancia de 5,62   m, rompiendo su mejor marca personal por 21  cm. También quedó cuarta en la final femenina de 100 metros T47, y compitió en los 200 metros T47 donde fue descalificada por una infracción de carril.
En el Campeonato Mundial de Atletismo de 2017, quedó en cuarto lugar, perdiendo la medalla de bronce por un centímetro. Más tarde se descubrió que la lesión recurrente del pie de Grimaldi fue causada por una fractura por estrés en el hueso navicular izquierdo.
Fue nombrada Miembro de la Orden del Mérito de Nueva Zelanda en los Honores de Año Nuevo 2017, por sus servicios al atletismo.

## Estadísticas

### Récords personales
| Evento                  | Resultado (viento) | Fecha                   | Ubicación               | Notas |
| ----------------------- | ------------------ | ----------------------- | ----------------------- | ----- |
| Salto de longitud (T47) | 5,62 (+0,6 em)     | 8 de septiembre de 2016 | Río de Janeiro, Brasil  | NR    |
| 100 m (T47)             | 12,86 (+1,3 em)    | 17 de junio de 2017     | Townsville, Australia   | NR    |
| 200 m (T47)             | 26,73 (+0,8 em)    | 27 de octubre de 2015   | Doha, Catar             | NR    |
| 400 m (T47)             | 1: 04.26           | 8 de febrero de 2015    | Hamilton, Nueva Zelanda | NR    |

### Salto de longitud
| Año  | Actuación  | Competencia                               | Ubicación               | Fecha           |
| ---- | ---------- | ----------------------------------------- | ----------------------- | --------------- |
| 2014 | 5,00 metro |                                           | Dunedin, Nueva Zelanda  | 20 de diciembre |
| 2015 | 5.41 metro | Campeonato del Mundo de Atletismo del IPC | Doha, Catar             | 23 de octubre   |
| 2016 | 5.62 metro | Juegos Paralímpicos de verano             | Río de Janeiro, Brasil  | 8 de septiembre |
| 2017 | 5.58 metro | Campeonatos de Nueva Zelanda              | Hamilton, Nueva Zelanda | 18 de marzo     |